# Vincent Goulet
Vincent Goulet (* 1968) ist ein französischer Soziologe, Journalist und ehemaliger Filmeditor.

## Leben
Goulet hatte bis 2000 im Rundfunk als Filmeditor für die Fernsehsender France 5, Arte und für das Europäische Parlament gearbeitet. Danach studierte er an der Ecolé des Hautes Études en Sciences Sociales Soziologie und wurde 2010 in Mediensoziologie promoviert. Anschließend lehrte er Journalismus am IJBA in Bordeaux sowie bis 2013 Information und Kommunikation an der Université de Lorraine. Seitdem hat er sich am Oberrhein niedergelassen, erkundet das deutsch-französische Grenzgebiet als unabhängiger Forscher und Journalist und untersucht insbesondere die Verbreitung von Informationen, die Ausbildung der Jugendlichen und den Arbeitsmarkt. Er lebt mit seiner Familie in Freiburg im Breisgau. Goulet ist Mitglied der René-Schickele-Gesellschaft.

## Publikationen
- Vincet Goulet: Médias et classes populaires. Les usages ordinaires des informations. Hrsg.: Institut National de l'Audiovisuel. Paris 2010, ISBN 978-2-86938-185-8.
- Vincent Goulet/Christoph Vatter: Grenzüberschreitende Informationsflüsse und Medien in der Großregion SaarLorLux – La circulation transfrontalière des informations médiatiques dans la Grande Région SaarLorLux. Beck, München 2015, ISBN 978-3-8487-2234-1, S. 334.